# دينيس فومين
دينيس فومين (بالروسية: Фомин, Денис Александрович)‏ هو لاعب كرة قدم روسي في مركز الدفاع، ولد في 3 مايو 1996 في Lisakovsk ‏ في كازاخستان. لعب مع أورال يكاترينبورغ.

## وصلات خارجية
- دينيس فومين على موقع قاعدة بيانات كرة القدم.إي يو (الإنجليزية)
- دينيس فومين على موقع Soccerway.com (الإنجليزية)